# Distrikt San Francisco de Ravacayco
Der Distrikt San Francisco de Ravacayco liegt in der Provinz Parinacochas in der Region Ayacucho in Südzentral-Peru. Der Distrikt wurde am 23. April 1960 gegründet. Er besitzt eine Fläche von 103 km². Beim Zensus 2017 wurden 548 Einwohner gezählt. Im Jahr 1993 lag die Einwohnerzahl bei 476, im Jahr 2007 bei 673. Sitz der Distriktverwaltung ist die 2852 m hoch gelegene Ortschaft San Francisco de Ravacayco mit 235 Einwohnern (Stand 2017). San Francisco de Ravacayco liegt 46 km östlich der Provinzhauptstadt Coracora.

## Geographische Lage
Der Distrikt San Francisco de Ravacayco liegt in der Cordillera Volcánica im Osten der Provinz Parinacochas. Der Río Huanca Huanca, ein Zufluss des Río Marán, durchquert den Distrikt in südsüdöstlicher Richtung.
Der Distrikt San Francisco de Ravacayco grenzt im Nordwesten und im Norden an den Distrikt Pacapausa, im Osten an den Distrikt Oyolo, im Süden an die Distrikte San Javier de Alpabamba und Marcabamba sowie im Südwesten an den Distrikt Lampa (die vier zuletzt genannten Distrikte gehören alle zur Provinz Páucar del Sara Sara).